# Karen fra Gruben
Karen fra Gruben er en dansk stumfilm fra 1913 med manuskript af Milian Nathansohn.

## Handling
Denne artikel mangler et handlingsreferat. Hjælp os med at skrive det.

## Medvirkende
- Johan Jensen - Ole, krovært
- Tolva Jacobsen - Karen, kroværtens datter
- Knud Bærentzen - Karl, Karens bejler
- Axel Mattsson - Lui, Karens bejler
- Marius Hansen - Tosse Søren